# Sant Pere dels Vilars
Sant Pere dels Vilars és una església del municipi de Maçanet de Cabrenys (Alt Empordà) inclosa en l'Inventari del Patrimoni Arquitectònic de Catalunya. És un edifici de petites dimensions situat a uns dos quilòmetres del poble.

## Descripció
És un temple d'una sola nau amb absis trapezial del segle x. L'absis és original preromànic amb volta de canó lleugerament ultrapassada i encalcinada. El separa de la nau un arc de mig punt que carrega damunt de dos pilars de carreus grossos i ben tallats. Inclou dues finestres de doble esqueixada, una a llevant i l'altra a la de migdia. La volta de la nau és apuntada i seguida, i és més alta que el presbiteri. Gran part d'ella és producte d'una reconstrucció del 1735. Dins el temple es conserva una pica baptismal de granit de forma ovoide. La façana de ponent està en part encalcinada i inclou un campanar de cadireta de dos arcs. La portalada, igualment està refeta modernament.

## Història
Aquesta església s'esmenta el 954 en la donació feta pel comte Gifré a Sant Pere de Camprodon de l'alou de les Vernedes de Tapis, quan descriu els límits.